# Woropajewo (gmina)
Woropajewo – dawna gmina wiejska istniejąca w latach 1927–1939 w woj. wileńskim (obecnie na Białorusi). Siedzibą gminy było miasteczko Woropajewo (233 mieszk. w 1921 roku).
Gminę Woropajewo utworzono 1 kwietnia 1927 roku w powiecie postawskim w woj. wileńskim z części obszaru gminy Postawy.
Po wojnie obszar gminy Woropajewo wszedł w struktury administracyjne Związku Radzieckiego.